# Авраменко, Василий Степанович
Васи́лий Степа́нович Авраменко (1892—1922) — российский революционер, активный борец за установление Советской власти на Дальнем Востоке.

## Биография
Окончил уездное реальное училище. С 1912 года жил во Владивостоке. Участник Первой мировой войны. Был призван в армию. За проявленную отвагу ему был присвоено звание прапорщика. На фронте активно включился в революционную деятельность, в 1917 стал большевиком.
Вернувшись с фронта, работал грузчиком в торговом порту, был членом партийной комиссии Владивостокского Совета рабочих и солдатских депутатов.
В 1918 году участвовал в боях на Уссурийском фронте и в операциях партизанских отрядов Приморья. В декабре 1918 года был арестован белогвардейцами, но в январе 1919 года бежал из тюрьмы.
В 1920 году был избран председателем Союза грузчиков Владивостокского морского порта. Организовывал стачки и забастовки, срывал военные перевозки белогвардейцев, налаживал связь с партизанами. Был членом Владивостокской Совета рабочих и солдатских депутатов, членом Владивостокского подпольного комитета РКП (б).
В 1921 году был арестован белогвардейской контрразведкой. От него, как участника подпольной большевистской организации, требовали выдачи подпольщиков. После содержания в тюрьме и пыток, подорвавших его здоровье, умер в больнице.
Был похоронен на Эгершельдском военном кладбище Владивостока, которое в 1954 году было закрыто и после застроено. Сейчас на этом месте храм Казанской иконы Божией Матери.
В 1923 году Интендантская улица на полуострове Шкота была переименована в улицу В. С. Авраменко. Его имя было присвоено также клубу торгового порта.